# Rawaurip
Rawaurip is een bestuurslaag in het regentschap Cirebon van de provincie West-Java, Indonesië. Rawaurip telt 6337 inwoners (volkstelling 2010).